# Las troyanas (película)
Las Troyanas (The Trojan Women) es una película de 1971 basada en la tragedia homónima de Eurípides. Fue protagonizada por Katharine Hepburn, Vanessa Redgrave, Geneviève Bujold e Irene Papas. 
El guion siguió, con mínimas modificaciones, la traducción inglesa de 1965 hecha por Edith Hamilton. La película fue dirigida por Michael Cacoyannis.

## Argumento
Al término de la Guerra de Troya, causada por Helena, la reina Hécuba y otras mujeres de Troya se resisten a entregar la ciudad a los aqueos, que han ganado en el campo de batalla. 
Que la ciudad caiga significa para ellos la esclavitud. Un mensajero comunica a las mujeres que serán el premio de un sorteo, y que cada una de ellas vivirá con el hombre que le haya tocado en gracia. Una de las mujeres que más interés despierta es una hija de Hécuba: Casandra, que es elegida por Agamenón, máximo caudillo de los aqueos, para que sea su concubina. 
Al recibir ella la noticia, se esconde y, cuando es encontrada por los soldados, insulta y grita contra Grecia, porque sabe cuál será su final.

## Reparto
- HÉCUBA: Katharine Hepburn
- ANDRÓMACA: Vanessa Redgrave
- CASANDRA: Geneviève Bujold
- HELENA: Irene Papas
- MENELAO: Patrick Magee
- TALTIBIO: Brian Blessed

## Comentarios
Esta versión cinematográfica de la tragedia de Eurípides Las Troyanas tuvo éxito de crítica y público.

## Premios

### Kansas City Film Critics Circle Awards
- Premio a la mejor actriz para Katharine Hepburn

### National Board of Review
- Premio a la mejor actriz para Irene Papas